# Rosario Caputo
Rosario Caputo (Napoli, 1958) è un imprenditore italiano.

## Biografia
È stato proprietario e presidente della Juvecaserta, squadra di pallacanestro che milita nel campionato di Lega A.
È ricordato per aver riportato i bianconeri in serie A nel 2008 dopo il fallimento patito nel 1998 e per l'acquisto dei cestisti Sean Colson, Randy Childress, Joshua Powell e Jumaine Jones. Fu anche uno degli artefici del ritorno di Nando Gentile, il capitano con cui la squadra vinse lo scudetto nel maggio del 1991. 
Rosario Caputo fu finanziatore della squadra dal 2008 al 2012 attraverso i marchi Pepsi e Otto, facenti capo alla propria azienda di imbottigliamento di bibite gassate, tra le realtà imprenditoriali più importanti del Mezzogiorno. Lascia la Juvecaserta nel 2012 in polemica con gli altri soci, cedendo la poltrona di presidente a Francesco Gervasio.